# Liga Mexicana de Béisbol 1927
La Temporada 1927 de la Liga Mexicana de Béisbol fue la tercera edición. Para este año hubo una reducción de 7 a 6 equipos, adicionalmente hubo un cambio de sede, desaparecen los equipos de Carmona de México y el Club Guanajuato. En su lugar ingresa el equipo de Gendarmería de México. El equipo de Tuneros de San Luis retorna a la liga después de abandonarla la temporada anterior, el resto de los equipos se mantienen en su sede. El calendario constaba de 16 juegos que se realizaban solamente los fines de semana, el equipo con el mejor porcentaje de ganados y perdidos se coronaba campeón de la liga. 
Gendarmería de México obtuvo el único campeonato de su historia al terminar en primer lugar con marca de 12 ganados y 4 perdidos, con dos juegos y medio de ventaja sobre el Club México. El mánager campeón fue Jesús "Matanzas" Valdez, convirtiéndose en el primer timonel en conquistar 2 campeonatos en el circuito.

## Equipos participantes
| Liga Mexicana de Béisbol 1927 |           |                                  |
| Equipo                        | Fundación | Ciudad                           |
| Artillería de México          | 1926      | México, D. F.                    |
| Club México                   | 1925      | México, D. F.                    |
| Gabay de Pachuca              | 1926      | Pachuca, Hidalgo                 |
| Gendarmería de México         | 1927      | México, D. F.                    |
| Ocampo de Jalapa              | 1926      | Jalapa, Veracruz                 |
| Tuneros de San Luis           | 1926      | San Luis Potosí, San Luis Potosí |

## Posiciones
| Liga Mexicana de Béisbol | Liga Mexicana de Béisbol | Liga Mexicana de Béisbol | Liga Mexicana de Béisbol | Liga Mexicana de Béisbol |
| Equipo                   | JG                       | JP                       | PCT                      | JV                       |
| ------------------------ | ------------------------ | ------------------------ | ------------------------ | ------------------------ |
| Gendarmería              | 12                       | 4                        | .750                     | -                        |
| México                   | 9                        | 6                        | .600                     | 2.5                      |
| Artillería               | 7                        | 8                        | .467                     | 4.5                      |
| Pachuca                  | 7                        | 8                        | .467                     | 4.5                      |
| San Luis                 | 6                        | 10                       | .375                     | 6.0                      |
| Jalapa                   | 2                        | 7                        | .222                     | 6.5                      |

| Campeón de la Liga |